# Maranhol, Belgaum
Maranhol là một làng thuộc tehsil Belgaum, huyện Belgaum, bang Karnataka, Ấn Độ.